# Карпатія
Карпатія (англ. RMS Carpathia) — пасажирський пароплав, побудований в 1903 році. Належав судноплавній компанії «Cunard Line». Саме «Карпатія» першою прибула на допомогу шлюпкам врятованих пасажирів із «Титаніка». Інші судна не відгукнулися або були занадто далеко від «Титаніка». На момент загибелі «Титаніка», капітаном «Карпатії» був Артур Генрі Рострон. 15 квітня 1912 року судно виконувало рейс з Америки до Середземномор'я. «Карпатія» подолала крижані поля і прибула на місце через дві години після загибелі «Титаніка», а екіпаж врятував 706 пасажирів з рятувальних шлюпок корабля.
Назва корабля походить від гірського масиву Карпат.
«Карпатія» затонула 17 липня 1918 року за 17 миль на південь від узбережжя Ірландії в результаті попадання в неї трьох торпед, випущених німецьким підводним човном під час Першої світової війни.

## Пошукові та рятувальні роботи
9 вересня 1999 року агенції Reuters та AP повідомили, що компанія Argosy International Ltd., очолювана Гремом Джессопом, сином підводного дослідника Кіта Джессопа, за підтримки Національного підводного та морського агентства (NUMA), виявила уламки «RMS Carpathia» на глибині 600 футів (180 м), за 185 миль (298 км) на захід від Лендс-Енду. Несприятливі погодні умови змусили його корабель залишити місце знахідки до того, як Джессоп зміг підтвердити знахідку за допомогою підводних камер. Однак, коли він повернувся на місце, було встановлено, що це був корабель «Ізіда» компанії «Гамбург-Америка Лайн», затонулий 8 листопада 1936 року.
У 2000 році американський письменник і дайвер Клайв Касслер оголосив, що його організація NUMA навесні того ж року знайшла справжнє місце загибелі «Карпатії» на глибині 500 футів (150 м). Було встановлено, що «Карпатія» впала на морське дно вертикально. NUMA визначила приблизне місцезнаходження уламків як 120 миль (190 км) на захід від Фастнет Рок, Ірландія.
Уламки «Карпатії» належать компанії Premier Exhibitions Inc., колишній RMS Titanic Inc., яка планує відновити об'єкти із затонулого судна.

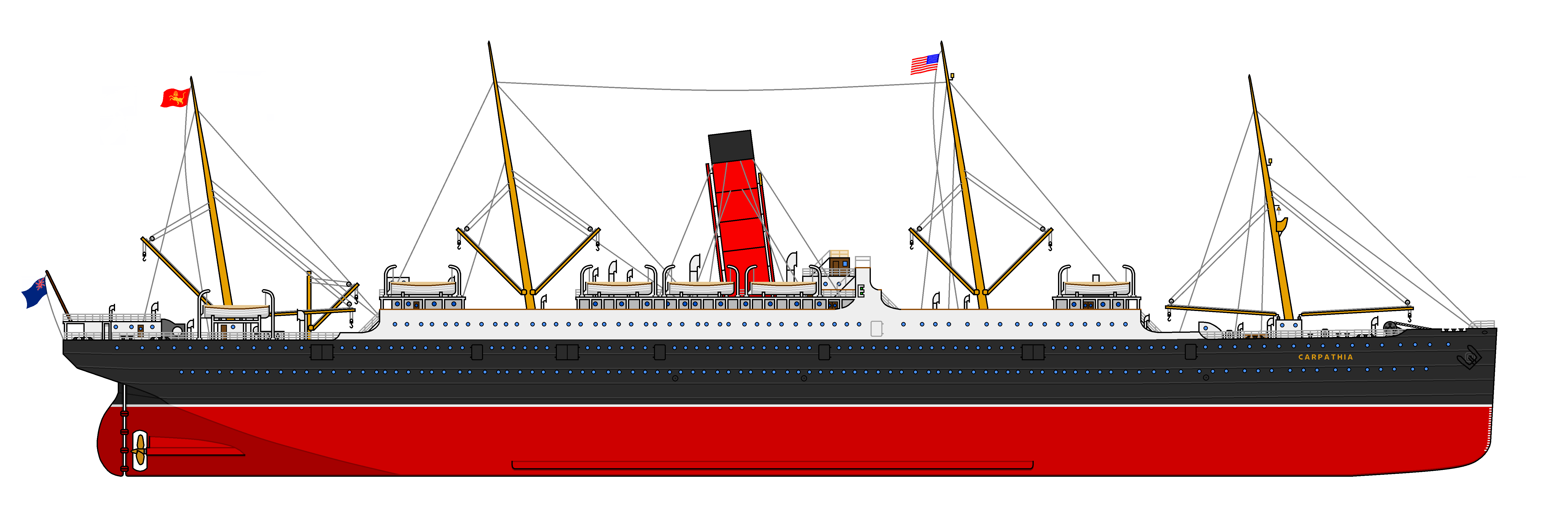
Кольоровий профільний вид «Карпатії», як вона виглядала у 1903—1905 роках

## Вшанування пам'яті
Пам'ятник пароплаву «Карпатія» встановлено в Ужгороді, він належить до мініатюрних скульптур міста. Це незвичайне творіння, як і інші мініатюри в Ужгороді, створив майстер скульптурної справи — українець Михайло Колодко.
Зараз пам'ятник пароплаву можна побачити на поруччях набережної Ужгорода, недалеко від іншої значущої фігури міста — Святого Миколая. У вечірній час доби всередині мініатюри запалюється свічка, яка висвітлює ілюмінатори корабля і нагадує про морські подвиги.